# Minnesota Kicks
Minnesota Kicks  is een voormalige Amerikaanse voetbalclub uit  Bloomington, Minnesota. De club werd opgericht in 1976 en opgeheven in 1981. Het thuisstadion van de club was het Metropolitan Stadium dat plaats bood aan 45.000 toeschouwers. Ze speelden zes seizoenen in de North American Soccer League. In het seizoen 1976 werd de tweede plaats behaald.

## Gewonnen prijzen
- North American Soccer League
  - Runner up (1): 1976

## Spelers
- Volkmar Groß